# بنك القاهرة أوغندا
بنك القاهرة أوغندا المحدود (بالإنجليزية: Cairo Bank Uganda Limited)‏ هو بنك تجاري في أوغندا. تم ترخيصه من قبل بنك أوغنداوالبنك المركزي والمنظم المصرفي الوطني. وهي شركة تابعة للمجموعة المصرفية ومقرها مصر ، مجموعة بنك القاهرة.